# Zvičina (Třebihošť)
Zvičina (německy Switschin) je malá vesnice, součást (základní sídelní jednotka) obce Třebihošť v okrese Trutnov. Nachází se asi 3 km severozápadně od Třebihoště, na západním úbočí vrchu Zvičina. Na jihozápadním okraji vesnice pramení potok Trotinka.
Zvičina je též název katastrálního území o výměře 2,74 km2.

## Pamětihodnosti
- Kopec Zvičina s Raisovou turistickou chatou a kostelem sv. Jana Nepomuckého na vrcholu